# Diorygopyx cuspidatus
Diorygopyx cuspidatus là một loài bọ cánh cứng trong họ Bọ hung (Scarabaeidae).